# Energía de Dirichlet
En matemáticas, la energía de Dirichlet es una medida numérica de cómo de variable es una función. Más abstractamente, es un funcional cuadrático sobre el espacio de Sóbolev {\displaystyle \mathbf {H} ^{1}}. La energía de Dirichlet está íntimamente conectada con la ecuación de Laplace y su nombre se debe al matemático alemán Peter Gustav Lejeune Dirichlet.

## Definición
Dado un conjunto abierto {\displaystyle \Omega \subseteq \mathbb {R} ^{n}} y una función {\displaystyle u:\Omega \rightarrow \mathbb {R} ^{n}} la energía de Dirichlet de la función {\displaystyle u} es el número real
{\displaystyle E[u]={\frac {1}{2}}\int _{\Omega }|\nabla u(x)|^{2}\,\mathrm {d} x,}
donde {\displaystyle \nabla u:\Omega \rightarrow \mathbb {R} ^{n}} denota el gradiente del campo vectorial de la función {\displaystyle u}.

## Propiedades y aplicaciones
Puesto que es la integral de una cantidad no negativa, la energía de Dirichlet no es una cantidad negativa,  i.e. {\displaystyle E[u]\geq 0} para cualquier función {\displaystyle u}.
Resolver la ecuación de Laplace
{\displaystyle -\Delta u(x)=0{\text{ para todo }}x\in \Omega }
(sujeta a las apropiadas condiciones de frontera) es equivalente a resolver el problema de variaciones de encontrar una función {\displaystyle u} que satisfaga las condiciones de contorno y tenga la mínima energía de Dirichlet.
Tal solución es llamada función armónica y esas soluciones son el tema de estudio de la teoría del potencial.